# Brava (ostrov)
Brava je nejmenší obydlený ostrov na Kapverdách a zároveň nejzelenější ostrov Sotaventa. Název ostrova znamená v portugalštině „divoký“.

## Historie
Ostrov je obydlen od roku 1540, ale jeho obyvatelstvo vzrostlo až v roce 1675, kdy vybouchla sopka Pico do Fogo na dalším kapverdském ostrově Fogo. Ještě více než století zde byl hlavním ekonomickým odvětvím rybolov (konkrétně lov velryb), v současnosti tuto pozici zaujímá zemědělství.